# Kenny Kirkland
Kenneth David "Kenny" Kirkland (28. september 1955 i Brooklyn, New York – 12. november 1998 i New York) var en amerikansk jazzpianist.
Kirkland er mest kendt fra sine indspilninger med pop/rock ikonet Sting, og saxofonisten Branford Marsalis og dennes bror trompetisten Wynton Marsalis grupper.
Han Indspillede også med trommeslageren Elvin Jones gruppe Jazz machine i 80´erne, og altsaxofonisten Kenny Garrett. Han lavede en enkelt plade i sit eget navn.

## Diskografi
- Kenny Kirkland – Kenny Kirkland (1991)